# Troisième exposition impressionniste
Pour les articles homonymes, voir Exposition impressionniste.
La troisième exposition des impressionnistes, appelée simplement « exposition de peintures par »... (suivie de la liste des peintres) s'est tenue du 4 au 30 avril 1877 à Paris, au 6 rue Le Peletier, et a rassemblé les œuvres réalisées par dix-huit peintres dits impressionnistes.

## Histoire
Le comité d'organisation réuni en janvier 1877 comprend Gustave Caillebotte, Camille Pissarro et Auguste Renoir.
Le nombre de peintres participants par rapport à 1876 est en baisse, passant de 19 à 18, mais 241 œuvres sont exposées dans un appartement de cinq pièces situé au premier étage du 6 de la rue Le Pelletier, juste en face de chez Durand-Ruel, situé au 11. Le loyer de la location est payé par Caillebotte. Avant et pendant la durée de l'exposition est édité tous les jeudis un périodique L'Impressionniste. Journal d'Art, fondé par Georges Rivière et en partie rédigé par Victor Chocquet, qui rend compte des artistes, des critiques, non sans polémique, notamment avec Albert Wolff, critique d'art au Figaro. Il y eut près de 8 000 visiteurs et une cinquantaine de recensions dans la presse.
Émile Zola publie le 19 avril 1877 un compte-rendu de l'exposition soutenant les impressionnistes « Ils voient tous la nature claire et gaie, sans le jus de bitume et de terre de Sienne des peintres romantiques. Ils peignent le plein air, révolution dont les conséquences seront immenses. Ils ont des colorations blondes, une harmonie de tons extraordinaire, une originalité d'aspect très grande. D'ailleurs, ils ont chacun un tempérament très différent et très accentué. »
Le bilan est négatif en dépit de quelques ventes. Certains peintres exposés en ressortent meurtris.

## Artistes exposants et leurs œuvres

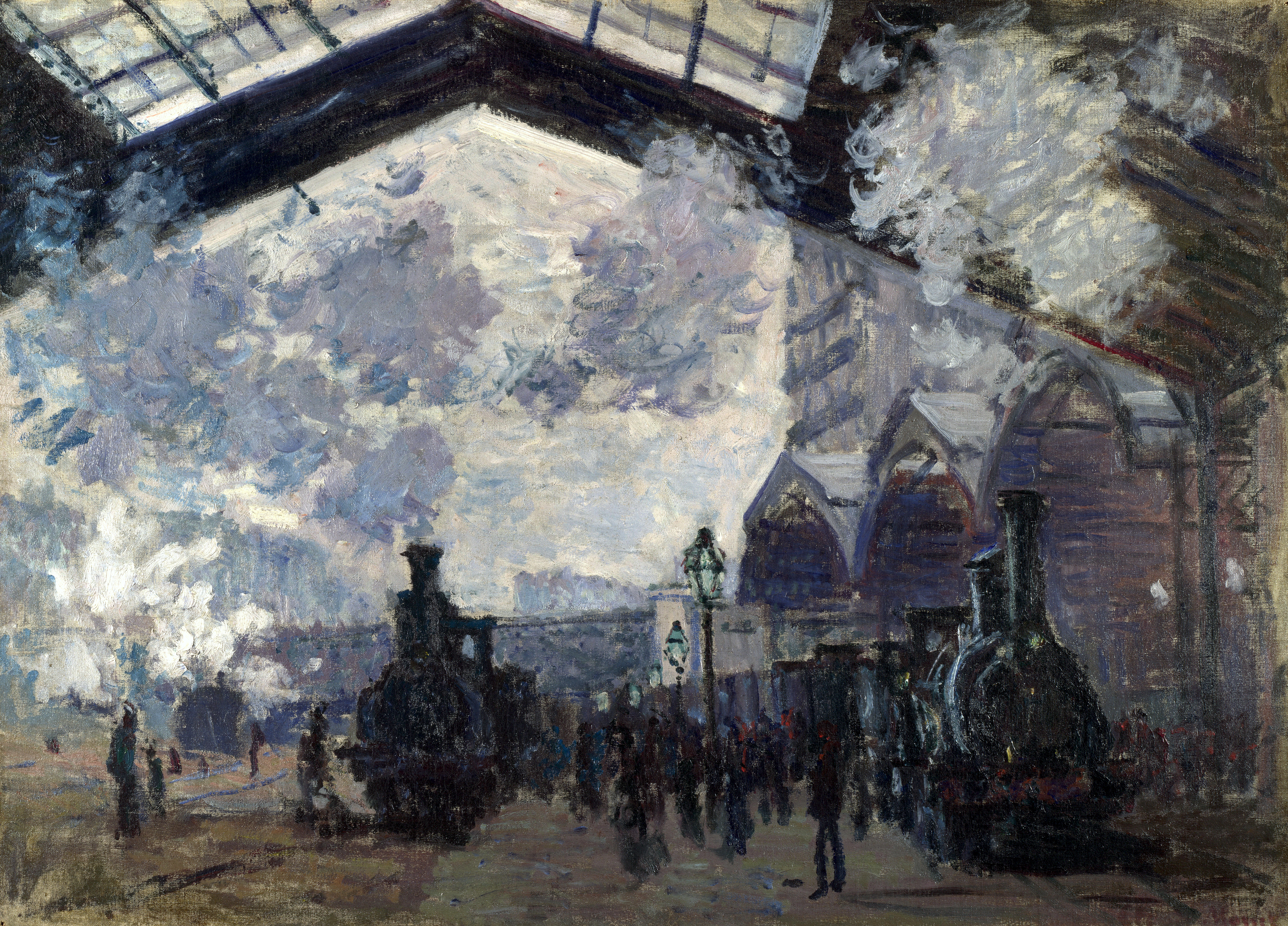
Claude Monet, La Gare St-Lazare, 1877.

Pierre-Auguste Renoir, Bal du moulin de la Galette.

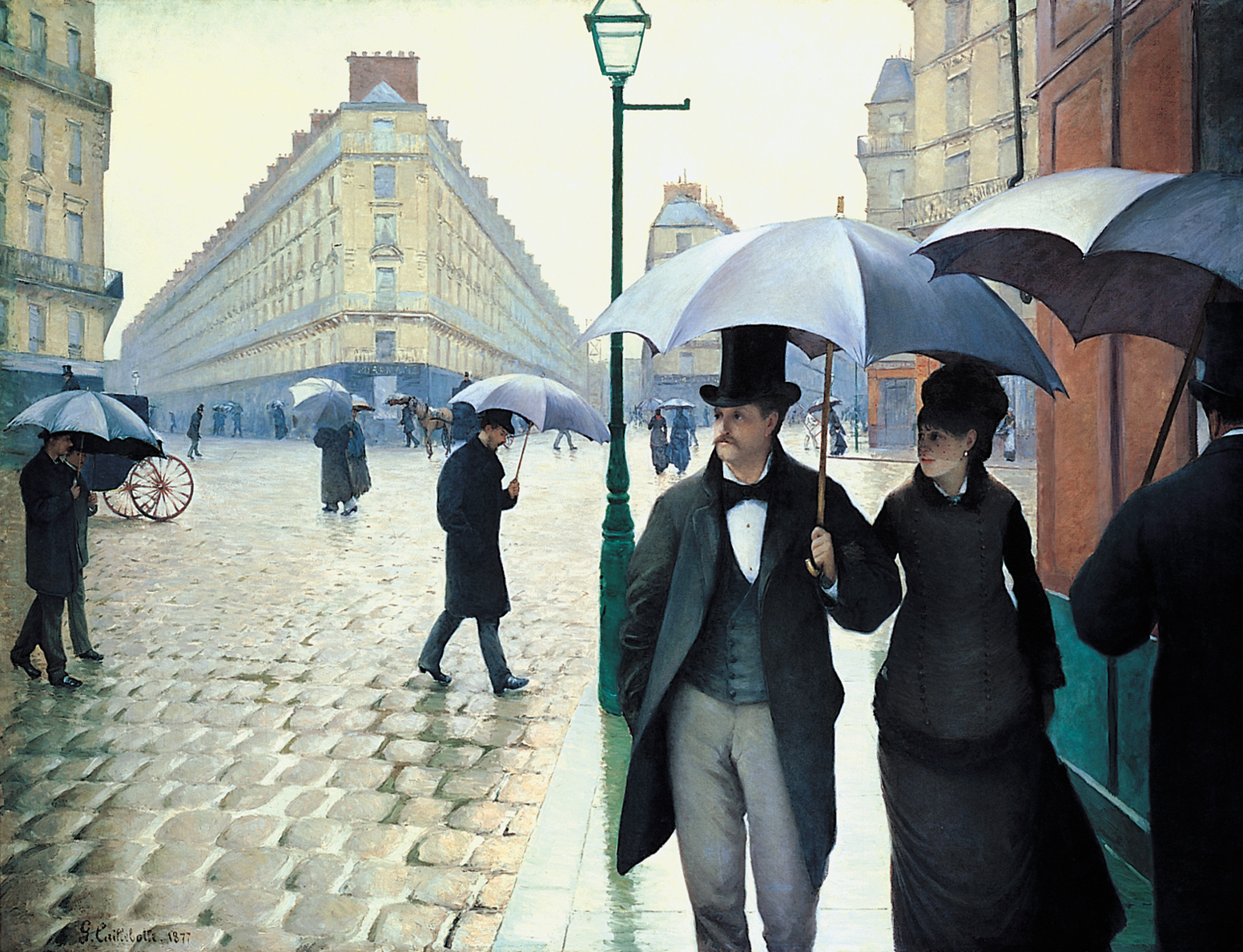
Gustave Caillebotte, Rue de Paris, temps de pluie.

- Gustave Caillebotte (six tableaux dont Rue de Paris, temps de pluie, Le Pont de l'Europe, Portraits à la campagne, Portrait de Camille Daurelle et Peintres en bâtiments. )
- Adolphe-Félix Cals
- Paul Cézanne 16 œuvres[3] (dont les Baigneurs (1877) et La Tentation de Saint Antoine (1875) et ses paysages de l'Estaque)
- Frédéric Samuel Cordey
- Edgar Degas 24 œuvres (dont Portrait de jeune femme; et ses cafés-concerts, Femmes devant un café, le soir (pastel) ; L’Étoile (pastel) 1876 ; Danseuse, un bouquet à la main (pastel) ; Femme sortant du bain (pastel), vers 1876-1877 ; Les choristes (pastel), 1877 ; Femme nue accroupie de dos (pastel), vers 1876- 1877 ; L’absinthe)
- Jacques François[4]
- Armand Guillaumin (Femme nue couchée)
- Franc-Lamy
- Léopold Levert
- Alphonse Maureau
- Claude Monet (35 toiles dont sept tableaux de la série La Gare Saint-Lazare , Coin d'étang à Montgeron (1876)[5], Un Coin d'appartement (1875)[6], Les Tuileries (étude) (vers 1876)[7]; Les Dindons (1877)[8])
- Berthe Morisot 12 œuvres (dont La Psyché et Jeune femme à sa toilette[2], Femme à l'éventail (1876))
- Ludovic Piette
- Camille Pissarro (dont La Côte des Bœufs, Les toits rouges, Coin de village, effet d’hiver, 1877 (?) ; La moisson, dit La moisson à Montfoucault (Mayenne), 1876)
- Pierre-Auguste Renoir 21 œuvres (dont La Balançoire, La Rêverie, Bal du moulin de la Galette et Portrait d'Alfred Sisley, Tête de femme Jeanne Samary[2], Madame Georges Charpentier, 1876-1877 ; La Seine à Champrosay, 1876 ; Madame Alphonse Daudet, 1876)
- Henri Rouart
- Alfred Sisley 17 paysages (dont La Terrasse de Marly, Inondation à Port Marly, Le Pont d'Argenteuil en 1872 prêté par Edouard Manet[9])
- Charles Tillot